# Sakura Chirari
Sakura Chirari (桜チラリ Sakurachirari?, Lluvia de Flores de Cerezo) es el primer sencillo mayor de ℃-ute. Fue lanzado bajo el sello de Zetima el 21 de febrero del 2007. En su primer día de ventas consiguió el 3° puesto en Oricon, hazaña nunca lograda por Morning Musume. Una versión anterior de la canción con Murakami Megumi llamada "Yuki ga Chirari" se lanzó en el último álbum de ℃-ute, ℃OMPLETE SINGLE COLLECTION. La letra es idéntica, con la excepción de que cada "Sakura Chirari" se reemplaza por "Yuki ga Chirari". "".

## Lista de canciones

### CD
- Sakura Chirari
- JUMP (Salta)
- Sakura Chirari (instrumental)

### Single V
- Sakura Chirari
- Sakura Chirari (Close-up Ver.)
- Making of (メイキング映像)

### Event V
- Sakura Chirari (Close-up Live Ver. at Nihon Seinenkan)
  - Actuación del ℃-ute Debut Tandoku Concert 2007 Haru ~Hajimatta yo! Cutie Show~
- Sakura Chirari (Dance Shot Ver.)
- Sakura Chirari TV SPOT

## Miembros presentes en el sencillo
- Erika Umeda
- Maimi Yajima
- Arihara Kanna
- Saki Nakajima
- Airi Suzuki
- Chisato Okai
- Mai Hagiwara